# Långtjärnen (Harmångers socken, Hälsingland, 686367-156796)
Långtjärnen är en sjö i Nordanstigs kommun i Hälsingland och ingår i Harmångersåns huvudavrinningsområde. Sjön har en area på 0,181 kvadratkilometer och ligger 107,2 meter över havet.

## Delavrinningsområde
Långtjärnen ingår i det delavrinningsområde (686533-156865) som SMHI kallar för Utloppet av Vattlångssjön. Medelhöjden är 98 meter över havet och ytan är 13,82 kvadratkilometer. Räknas de 6 avrinningsområdena uppströms in blir den ackumulerade arean 77,03 kvadratkilometer. Harsjöbäcken (Vattlångsån) som avvattnar avrinningsområdet har biflödesordning 2, vilket innebär att vattnet flödar genom totalt 2 vattendrag innan det når havet efter 15 kilometer. Avrinningsområdet består mestadels av skog (65 procent) och jordbruk (13 procent). Avrinningsområdet har 1,19 kvadratkilometer vattenytor vilket ger det en sjöprocent på 8,6 procent.